# La Péruse
La Péruse korábbi község Franciaországban, Charente megyében. Lakosainak száma 496 fő (2018. január 1.). La Péruse Exideuil-sur-Vienne, Roumazières-Loubert, Manot és Suris községekkel határos.
2019. január 1-jén négy másik korábbi községgel egyesült és az így létrejött Terres-de-Haute-Charente új község része lett.

## Népesség
A település népessége az elmúlt években az alábbi módon változott:
| Lakosok száma | 465  | 462  | 562  | 514  | 466  | 507  | 504  | 576  | 511  | 496  |
|               | 1968 | 1975 | 1982 | 1999 | 2006 | 2011 | 2013 | 2016 | 2017 | 2018 |